# Nötsch im Gailtal
Nötsch im Gailtal (slovenska:Čajna) är en ort och kommun  i Österrike. Den ligger i distriktet Villach-Land i förbundslandet Kärnten, 280 km sydväst om huvudstaden Wien. 
Kommunen består av 17 orter (Ortschaften) (inom parentes invånarantal 1 januari 2024):

- Bach (45)
- Dellach (12)
- Emmersdorf (43)
- Förk (135)
- Glabatschach (8)
- Hermsberg (26)
- Kerschdorf (138)
- Kreublach (36)
- Kühweg (71)
- Labientschach (218)
- Michelhofen (45)
- Nötsch (889)
- Poglantschach (50)
- Saak (328)
- St. Georgen im Gailtal (104)
- Semering (97)
- Wertschach (95)